# Parornix hastata
Parornix hastata là một loài bướm đêm thuộc họ Gracillariidae. Nó được tìm thấy ở Afghanistan.